# Microsoft Copilot
Microsoft Copilot (раніше — Bing Chat) — інструмент штучного інтелекту, який працює на GPT-4, розроблений корпорацією Microsoft спільно з OpenAI для операційних систем Windows 10 та 11, Android, iOS, сервісу Microsoft 365 та веббраузера Microsoft Edge.
Основним завданням цього інструмента є підвищення продуктивності, автоматизація повсякденних завдань з використанням природної мови. Більшість функцій Copilot зосереджені на роботі з текстом, його створенні, редагуванні та візуалізації.

## Історія
16 березня 2023 року Microsoft анонсували випуск Copilot для сервісів Microsoft 365 таких як Word, Excel, PowerPoint тощо.
Наприкінці літа 2023 року Microsoft Copilot з'явився у бета-версії Windows 11. 26 вересня 2023 року Copilot був офіційно випущений разом з оновленням ОС Windows 11 23H2.
2 грудня 2023 року Copilot став доступний для всіх.
Випуск для корпоративних користувачів було анонсовано на 1 листопада 2023 року. Анонс додавання клавіші Copilot на клавіатуру відбувся в січні 2024 року.
З оновленням 5 березня 2024 року вебверсія Copilot, як і версія в форматі додатка для iOS і Android, отримала розпізнавання 37 мов, поміж яких і українська. Українська мова в Copilot для Microsoft 365 стала доступна 7 травня 2024 року.

## Функції
Штучний інтелект Copilot функціонує як чат-бот, який викликається натисканням кнопки на панелі завдань у Windows; як чат-бот в Edge; як додаток для Android і iOS; а також як вбудований інструмент у Word, Excel і PowerPoint за використання Office 365.
Має досить широкий функціонал для роботи з файлами та підвищення продуктивності праці, а також інтернет-серфінгу:
- Видача результатів пошуку в інтернеті.
- Поради щодо заощадження часу та підвищення продуктивності.
- Створення та перефразування тексту на задану тему (художніх текстів, листів тощо).
- Створення стислого викладу тексту.
- Перетворення тексту на таблиці, створення графіків.
- Створення презентацій.
- Генерування сніпетів програмного коду.
- Визначення ключових моментів у тексті.
- Переклад тексту різними мовами.
- Створення зображень за текстовим описом за моделлю DALL-E.

Copilot має три стилі спілкування з користувачами. Збалансований стиль пропонує нейтральні, стислі відповіді з невеликою кількістю додаткової інформації. Творчий надає розлогі відповіді з додатковими деталями та фактами. Точний надає короткі точні відповіді.

## Проблеми та баги
Наприкінці березня 2024 року деякі користувачі Windows 11 повідомили, що Microsoft автоматично і без відповідного повідомлення встановила на їхні комп'ютери інструмент Copilot. Мало того, дехто навіть підозрював Microsoft в таємному стеженні та зборі даних, проте в опублікованому 17 квітня 2024 року на сайті техпідтримки Microsoft документі йдеться, що винна технічна помилка. А саме — випущене 28 березня 2024 року оновлення Edge некоректно встановлювало новий пакет (MSIX) під назвою «Постачальник чату Microsoft для Copilot у Windows» («Microsoft chat provider for Copilot in Windows»), в результаті у встановлених додатках міг з'явитися Copilot.